# Alexander Soros
Alexander F. G. Soros (New York, 1985. október 27. –) amerikai filantróp. Az Open Society Foundations elnökhelyettese és a Világgazdasági Fórum 2018-as Fiatal Globális Vezetője.

## Élete
Soros György és Susan Weber Soros milliárdosok fia. A New York-i Katonah-ban nevelték fel, egy öccse van, Gregory. 2009-ben a New York-i Egyetemen diplomázott, 2018-ban pedig történelem PhD fokozatot szerzett a Berkeley-i Kaliforniai Egyetemen.
2014-ben Soros társszerzője volt az Isten, hit és identitás a hamuból című tanulmánynak, mely az A holokauszt túlélőinek gyermekeinek és unokáinak gondolatai című könyvben jelent meg.
Soros írásai megjelentek már a The Guardianben, a Politicóban, a Miami Heraldben, a Sun-Sentinelben és a The Forwardban.

## Filantrópia
Alexander Soros akkor vált igazán filantróppá a közemberek szemében, mikor egy nagyobb pénzösszeget adományozott a Jewish Funds for Justice javára.
A The Wall Street Journal 2011. évi jellemzése szerint Alexander Soros adományainak középpontjában olyan „progresszív célok állnak, amelyek esetleg nem kapnak széles körű támogatást”. Azóta olyan szervezetek igazgatótanácsához csatlakozott, mint a Global Witness (mint a tanácsadó testület tagja), amely kampányt folytat a természeti erőforrások kiaknázásával járó környezeti és emberi jogi visszaélések ellen; az Open Society-hez, amelyek célja a kormányzat elszámoltathatóságának és a demokratikus folyamatok nemzetközi szintű kialakítása és a Bend the Arc-hoz, mely 2012-ben a Progressive Jewish Alliance és a Jewish Funds for Justice összeolvadásából jött létre.
Alexander Soros ezen kívül politikai célokra is áldoz. 2012 márciusban 200.000 USD-t adományozott annak a Jewish Council for Education and Researchnek, mely 2008-ban az akkor elnökjelölt Barack Obamát támogató   "Great Schlep" tagja volt. Alexander Soros 2017-ben megkapta a Gordon Parks Foundation Awardot, amiért nagylelkűen támogatta a művészetet és a humanitárius tevékenységeknek.
2012-ben megalapította az  Alexander Soros Foundation alapítványt, mely a társadalmi igazságokért és az emberi jogokért tevékenykedik. Az alapító elsődleges támogatottjai között ott voltak a Bend the Arc, a National Domestic Workers Alliance, mely 2,5 millió amerikai munkás érdekeit képviseli és a Make the Road New York, mely a latinók tömegére alapítva társadalmi igazságot elérni.
A Ford Foundation és az Open Society Foundations az Alexander Soros Foundationt támogatta az első nemzeti felmérést a háztartásban dolgozókról. ("Home Economics: The Invisible and Unregulated World of Domestic Work," 2012 november 26).

### Az alapitvány díjazottjai
- 2012 júliusában a legújabb, ASFb Környezetvédelmi és Emberi Jogi Aktivitási díját a libériai Silas Siakornak ítélte oda.[11]
- 2013-ban a díjat Chut Wutty, az a kambodzsai aktivista kapta, aki a Prey Lang erdő védelme közben halt meg.[12]
- 2014-ben a díjat haláluk után Edwin Chota, Jorge Ríos Pérez, Leoncio Quincima Meléndez és Francisco Pinedo kapta meg. Ők olyan bennszülött perui vezetők, akiket azért öltek meg, mert illegálisan be akartak férkőzni a csoportjaikba a perui esőerdőben.[13]
- 2015-ben a díj kitüntetettjei Alphonse Muhindo Valivambene és Bantu Lukambo lettek azért, hogy mekkora elszántsággal védték a  for their dedication to defending Virunga  Nrmzeti Partot a korrupt érdekektől, melyek olajkitermelésre akarta használni a területet.
- 2016-ban a díjat Paul Pavol kapta Pápua Új-Guineából, mert szóvá tette, amiért a Rimbunan Hijau felhasználta a környékbeli esőerdőket.
- 2017-ben  Antônia Melo da Silva, egy brazil környezetvédelmi aktivista kapta a díjat, mert inspiráló szerepet játszott abban a kampányban, mellyel meg akarták akadályozni a Belo Monte-gát és más fájdalmas infrastrukturális projektek megvalósulását az amazonasi esőerdő területén.[14]

## Magánélete
Alexander Sorosnak North Berkeleyben, Lower Manhattanben és a londoni South Kensington területén van otthona.